# Ballana parallela
Ballana parallela är en insektsart som beskrevs av Delong 1937. Ballana parallela ingår i släktet Ballana och familjen dvärgstritar. Inga underarter finns listade i Catalogue of Life.